# Euroweek
De Euroweek is een project voor middelbare scholen in Europa dat in 1992 gestart is. De inititatiefnemer is Jean-Pierre van Wijnsberghe. Hij had de overtuiging dat er meer begrip en tolerantie in Europa zou komen door jonge mensen met elkaar in contact te brengen. Hij nodigde van ieder land dat destijds lid was van de EEG één school uit en organiseerde de eerste Euroweek in Doornik, België. Dat was het begin van een traditie die nog steeds bestaat.
Delegaties van de deelnemende scholen, bestaande uit acht leerlingen en twee docenten, komen elk jaar in september/oktober bij elkaar voor een intensief internationaal programma. Alle deelnemers logeren gedurende die week bij gastgezinnen en ervaren op deze manier hoe het dagelijks leven in het betreffende land is.
De Euroweek kent een aantal vaste programma-onderdelen die er allemaal op gericht zijn om elkaars land en cultuur beter te leren kennen.

## Historisch overzicht
- 1992: Doornik, België
  - De eerste Euroweek is een feit. Uit de 12 landen die destijds deel uitmaakten van de EEG kwamen voor het eerst delegaties van leerlingen en docenten bij elkaar om elkaars cultuur en gewoonten te leren kennen.
- 1993: Stockport, Verenigd Koninkrijk
- 1994: Kalundborg, Denemarken
- 1995: Tilburg, Nederland
  - Het netwerk wordt uitgebreid met Finland, Oostenrijk en Zweden en bestaat vanaf dit jaar uit 15 landen.
- 1996: Douai, Frankrijk
- 1997: Sangerhausen, Duitsland
- 1998: Empoli, Italië
- 1999: Karlskrona, Zweden
- 2000: Oulu, Finland
- 2001: Rankweil, Oostenrijk
- 2002: Piraeus, Griekenland
- 2003: Figueres, Spanje
- 2004: Dublin, Ierland
- 2005: Barcelos, Portugal
- 2006: Tilburg, Nederland
  - In de vijftiende editie van de Euroweek wordt het netwerk uitgebreid met tien nieuwe lidstaten.
  - Thema: Make my Europe!
- 2007: Kalundborg, Denemarken
- 2008: Sangerhausen, Duitsland
- 2009: Trnava, Slowakije
  - Thema: Respect for the traditions-responsibility for the future
- 2010: Stara Zagora, Bulgarije
  - Thema: Tales from under the linden tree
- 2011: Stockport, Verenigd Koninkrijk
  - Gepland
- 2012: Rokycany, Tsjechië
  - Gepland
- 2013: Tallinn, Estland
- 2014: Luxemburg, Luxemburg
- 2015: Gulbene, Letland

## Deelnemende scholen
De volgende scholen nemen deel aan het Euroweekproject:
- België, Institut de la Sainte Union, Rue Montgoméry 71, B-7540 Kain
- Cyprus, Lykio Ayias Fylaxeos, Etnas Street, 3117 Lemessos Ayia Fylaxis
- Denemarken, Kalundborg Gymnasium, J. Hagemann-Petersens Allé 4, DK 4400 Kalundborg
- Duitsland, Geschwister-Scholl-Gymnasium, Karl-Liebknecht-Strasse 31, D-06526 Sangerhausen
- Estland, Tallinn Mustamäe Gümnaasium, Keskuse 18, Tallinn 12911
- Finland, Oulun Lyseon Lukio, Kajaaninkatu 3, 90100 Oulu
- Frankrijk, Lycée Deforest de Lewarde, 151 Rue Jean de Gouy, F-59500 Douai
- Griekenland, Greek-French school of Piraeus Saint-Paul, 36 Charilaou Trikoupi street, Piraeus 185 36
- Hongarije, St. Margit Grammar School, Budapest
- Ierland, Pobalscoil Rosmini, Grace Park Road, Dublin 9 / Drumcondra
- Italië, Conservatorio SSma Annunziata, Via Chiara 76, I-500 53 Empoli
- Letland, Gulbene Gymnasium, Skolas iela 10, Gulbene LV-4400
- Litouwen, Vida Sinkeviciene, Saule Private Secondary School, Justiniskiu 84
- Luxemburg, Athénée de Luxembourg, 24 Bd. Pierre Dupong, Luxembourg 1430
- Malta, Verdala international school, Fort Pembroke, Pembroke
- Nederland, Theresialyceum, Prof. Cobbenhagenlaan 5, 5037 DA Tilburg
- Oostenrijk, Höhere Technische Bundeslehr- und Versuchsanstalt, Negrellistrasse 50, A-6830 Rankweil
- Polen, II LO im. Marii Konopnickiej, ul. Glowackiego 6, 40-052 Katowice
- Portugal, Escola Secundaria Alcaides de Faria, Av. Nuno Alvares Pareira, 4750-324 Barcelos
- Slowakije, Gymnázium Jána Hollého Trnava, Hollého ul. 9, 917 26 Trnava
- Slovenië, Gimnazija in ekonomska srednja sola Trbovlje, Gimnazijska cesta 10, 1420 Trbovlje
- Spanje, IES Narcìs Monturiòl, Joaquim Serra S/N, E-17600 Figueres
- Tsjechië, Gymnazium a SOS, Rokycany
- Verenigd Koninkrijk, Aquinas College, Nangreave Road, SU26TH Stockport, Cheshire
- Zweden, Vedebyskolan, Videvägen, 371 63 Lyckeby

## Programma
Hoewel iedere organiserende school haar eigen programma en thema bepaalt, zijn er wel enkele vast programma-onderdelen:
- Presentatie van school, stad en land
- Nationale dans
- 'High Tea'; internationaal buffet
- Discussie
- Lesbezoek